# ريك دونيلي
ريك دونيلي (بالإنجليزية: Rick Donnelly)‏ هو لاعب كرة قدم أمريكية أمريكي، ولد في 17 مايو 1962 في ميلر بلايس في الولايات المتحدة.

## وصلات خارجية
- ريك دونيلي على موقع مرجع كرة القدم المحترفة.كوم (الإنجليزية)